# Чижов, Василий Анатольевич
Василий Анатольевич Чижов (род. 25 июня 1968, Уфа) — советский и российский хоккеист, защитник. Заслуженный тренер России, функционер.

## Биография
Воспитанник СК имени Салавата Юлаева, тренер А. Полицинский. Двукратный чемпион СССР среди юношей, серебряный призёр зимних Спартакиад народов РСФСР и СССР.
Выступал за команды «Авангард» Уфа (1984/85 — 1985/86, 1990/91), «Салават Юлаев» (1984/85, 1986/87 — 1987/88, 1995/96 — 1996/97), «Таллэкс» Таллин (1988/89 — 1989/90), «Кренгольм» Нарва (1989/90 — 1990/91), «Прогресс»-ШВСМ / «Неман» Гродно (1991/92 — 1993/94), «Новойл» Уфа (1994/95, 1995/96 — 1996/97), «Рубин» Тюмень, СКА-«Амур» и «Амур-2» Хабаровск (1997/98).
Участник юниорского чемпионата Европы 1986 года.
Серебряный призёр чемпионата Белоруссии (1993/1994). Бронзовый призер МХЛ (1995/1996), бронзовый призер чемпионата России (1996/1997).
Тренер (2003/04) и главный тренер (2008/09) команды «Салават Юлаев-2». Тренер в школе «Салавата Юлаева» (2005/06 — 2006/07, 2015/16). Главный тренер «Тороса» (2009/10 — 2010/11, 2016/17). Тренер (2011—2015) и спортивный директор (с 2019) «Салавата Юлаева».
Среди воспитанников — Андрей Зубарев.
Брат Юрий скончался в апреле 2023 года в возрасте 63 лет.